# Викжедор
Викжедор (Всероссийский исполнительный комитет железнодорожников) — центральный орган железнодорожного союза.

## История
Викжедор был избран на Чрезвычайном Всероссийском железнодорожном съезде проходившем с 5 (18) января 1918 по 30 января (12 февраля) 1918 в Петрограде. Викжедор являлся высшим советским органом управления транспорта. Большинство голосов в Викжедоре принадлежало большевикам.
Викжедор боролся с саботажем на железнодорожном транспорте, проводил советскую агитацию. Викжедор избрал коллегию Народного комиссариата путей сообщения.
Весной 1918 года произошло реформирование управления железными дорогами. Декретом СНК от 23 марта 1918 года вся полнота власти по управлению транспортом была передана НКПС РСФСР. Вижедор стал высшим профсоюзным органом, не обладая при этом административными функциями.
Прекратил свою деятельность Викжедор 1 марта 1919 года, когда на 1-м Всероссийском съезде железнодорожных профсоюзов был создан единый центральный комитет профсоюза рабочих и служащих железнодорожного транспорта.
Правопреемник Викжедор сегодня — Российский профессиональный союз железнодорожников и транспортных строителей.